# مارجوري كان
مارجوري كان (بالإنجليزية: Marjorie Kane)‏ هي ممثلة أمريكية، ولدت في 28 أبريل 1909 في شيكاغو في الولايات المتحدة، وتوفيت في 8 يناير 1992 في لوس أنجلوس في الولايات المتحدة.

## وصلات خارجية
- مارجوري كان على موقع IMDb (الإنجليزية)
- مارجوري كان على موقع أول موفي (الإنجليزية)
- مارجوري كان على موقع قاعدة بيانات الأفلام السويدية (السويدية)
- مارجوري كان على موقع قاعدة بيانات الفيلم (الإنجليزية)
- مارجوري كان على موقع كينوبويسك (الروسية)